# Hyperbolischer Knoten
In der Knotentheorie, einem Teilgebiet der Mathematik, bilden hyperbolische Knoten die bei weitem größte Klasse von Knoten.

## Definition
Ein Knoten {\displaystyle K\subset S^{3}} heißt hyperbolisch, wenn sein Komplement eine hyperbolische Mannigfaltigkeit ist, also eine vollständige Riemannsche Metrik endlichen Volumens der Schnittkrümmung konstant −1 trägt. 
Allgemeiner definiert man eine Verschlingung als hyperbolisch, wenn ihr Komplement eine hyperbolische Mannigfaltigkeit ist.

## Charakterisierung
Ein Knoten ist genau dann hyperbolisch, wenn er kein Torusknoten und kein Satellitenknoten ist.
Von den 1.701.936 Primknoten der Kreuzungszahl kleiner oder gleich 16 sind 1.701.903 hyperbolisch, also mehr als 99,99 %.

## Invarianten

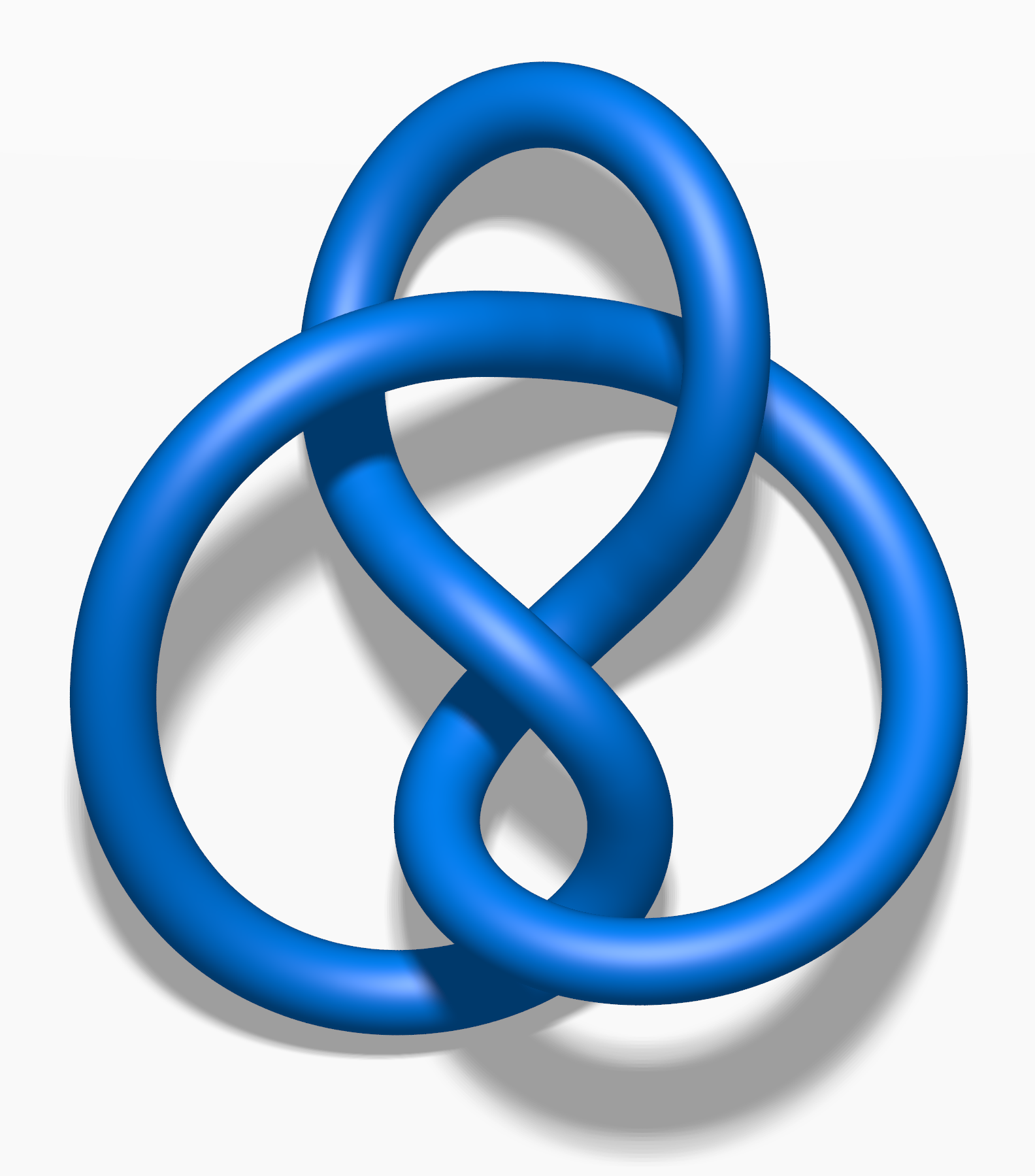
Achterknoten

Aus dem Mostowschen Starrheitssatz folgt, dass eine vollständige hyperbolische Metrik endlichen Volumens auf einem Knotenkomplement bis auf Isometrie eindeutig bestimmt ist. Deshalb geben geometrische Invarianten der hyperbolischen Metrik dann topologische Knoteninvarianten. 
Insbesondere das hyperbolische Volumen hat sich als nützliche Invariante zur Messung der Komplexität von Knotenkomplementen erwiesen. Andere geometrisch definierte Invarianten sind die Chern-Simons-Invariante und das Längenspektrum.
Der hyperbolische Knoten kleinsten Volumens ist der Achterknoten mit einem Volumen von 2,0298...

## Hyperbolische Dehn-Chirurgie
Der Zugang zur Knotentheorie mittels hyperbolischer Geometrie entwickelte sich als Spezialfall von Thurstons Zugang zur Topologie von 3-Mannigfaltigkeiten mittels Geometrisierung.
Thurston benutzte die Deformationstheorie unvollständiger hyperbolischer Metriken auf Knotenkomplementen, um zu beweisen, dass fast alle Dehn-Chirurgien an einem hyperbolischen Knoten eine geschlossene hyperbolische Mannigfaltigkeit geben (Hyperbolische Dehn-Chirurgie).

## Software
Das Programm SnapPea findet die hyperbolische Struktur auf einem Knotenkomplement (falls sie existiert) und berechnet geometrische Invarianten, wie das Volumen, die Chern-Simons-Invariante und die Isometriegruppe.